# Armigeres sembeli
Armigeres sembeli är en tvåvingeart som beskrevs av Toma och Ichiro Miyagi 2002. Armigeres sembeli ingår i släktet Armigeres och familjen stickmyggor. Inga underarter finns listade i Catalogue of Life.